# ブリハットカター
『ブリハットカター』（サンスクリット: बृहत्कथा bṛhatkathā、「大いなる物語」の意）は、古代インドの説話。かつて『ラーマーヤナ』『マハーバーラタ』とともにサラスヴァティーの3つの支流と呼ばれたこともあったが、現存しない。ただし、『ブリハットカター』から派生したいくつかの説話集が伝存し、中でも『屍鬼二十五話』などを含むソーマデーヴァ『カター・サリット・サーガラ』（11世紀）はよく知られる。
伝承によれば作者はグナーディヤとされ、原本は中期インド・アーリヤ語の一種であるパイシャーチーで書かれていたという。
題名を日本語に訳して『大説話』とも呼ばれる。

## 成立
『ブリハットカター』の成立年代は明らかでないが、遅くとも6世紀には存在した。ダンディン『カーヴィヤーダルシャ』ほかによると、『ブリハットカター』の原本はパイシャーチーで書かれていた。パイシャーチー版『ブリハットカター』は現存しないが、ヘーマチャンドラの文法書に見えるパイシャーチーの例文や、ボージャの詩論書に引かれるパイシャーチーは滅んだ『ブリハットカター』からの引用の可能性がある。
カシミール系伝本の伝説（後述）でグナーディヤとサータヴァーハナ朝の関係が言及されているが、この王朝ではプラークリットを庇護し、マーハーラーシュトリー文学が花開いたことが知られており、そのためこの話に何らかの真実性があるという考え方もあるが、カシミール系以外の本にこの話が見えないことに注意しなければならない。

## あらすじ
主人公はヴァツサ国王ウダヤナとアヴァンティ国王女ヴァーサヴァダッターの間に生まれたナラヴァーハナダッタで、彼はマダナマンジュカーと結婚するが、神通力をもつヴィディヤーダラ族のマーナサヴェーガがマダナマンジュカーを奪う。ナラヴァーハナダッタはマダナマンジュカーを取りかえす冒険の旅の中でさまざまな美女にあい、次々に妻にしていく。その後、いったんヴァツサ国の都であるカウシャーンビーに戻り、軍勢を従えてマーナサヴェーガやヴィディヤーダラ王ガウリムンダらを倒し、マダナマンジュカーを奪回する。ナラヴァーハナダッタは自ら神通力を身につけてヴィディヤーダラとなり、ヴィディヤーダラ世界の転輪王として君臨する。
『ブリハットカター』の主になる話は明らかに『ラーマーヤナ』を下敷きにしている。またウダヤナ王の伝説は仏典にもしばしば現れる。

## 成立に関する伝説
カシミール系伝本の伝える説話によると、シヴァはパールヴァティーに新しい物語を語ったが、プシュパダンタがそれを盗み聞きしたことが露見したため、怒ったパールヴァティーがプシュパダンタを呪い、彼がピシャーチャ（悪鬼）のカーナブーティに会って同じ物語を語るまでは神の地位に戻れないことにした。プシュパダンタの友人のマーリヤヴァントも呪われた。プシュパダンタはヴァラルチ・カーティヤーヤナに生まれかわり、カウシャーンビーのナンダ王の大臣になったが、退職後にヴィンディヤ山中に移り、そこでカーナブーティに七転輪王物語を語って呪いがとけた。一方マーリヤヴァントはサータヴァーハナ王の大臣グナーディヤとして生まれかわるが、王と王妃が水遊びをしているときに王妃が「水をかけないで」と言ったのを、王はお菓子を投げろという意味だと勘違いして笑われた（modakaiḥという語はmodaka「菓子」の複数具格とも、udaka「水」の複数具格の前に否定辞māがついた形とも取れる）。無知を恥じた王はサンスクリットを勉強しようとした。グナーディヤは6年で教えられると言ったが、別な大臣シャルヴァヴァルマンは6か月で教えられると主張した。グナーディヤはそんなことは不可能であるとして賭けをし、負けたらサンスクリットやプラークリットを使用しないと誓ったが、賭けに負けてヴィンディヤ山中を放浪し、そこでカーナブーティから七転輪王物語を伝えられた。サンスクリットやプラークリットが使えなかったため、ピシャーチャの言葉（パイシャーチー）で70万頌からなる七転輪王物語を自らの血で記した。しかし王がこの物語を拒絶したために燃やしてしまった。後に王はグナーディヤと再会したが、七転輪王物語のうち六転輪王の物語はすでに燃やされ、残されたナラヴァーハナダッタ物語10万頌のみを持ち帰った。これが『ブリハットカター』であるという。
土田によると、この起源説話は『ブリハットカター』が書かれた時代よりはるかに後、言語としてのパイシャーチーの実態がもはや知られなくなった時代に、「パイシャーチー」の語が「ピシャーチャの言葉」を意味するところから作られたものである。

## ブリハットカターから派生した作品群
土田によると、『ブリハットカター』の改作と考えられる現存伝本には以下のものがあるが、カシミール系の2本のみが完本である。ネパール系が原本にもっとも近いと考えられるが、後半が失われている。
- カシミール系
  - クシェーメーンドラ『ブリハットカターマンジャリー』（サンスクリット韻文、11世紀）
  - ソーマデーヴァ『カター・サリット・サーガラ』（サンスクリット韻文、11世紀）
- ネパール系
  - ブダスヴァーミン『ブリハットカター・シュローカサングラハ』（サンスクリット韻文）
- ジャイナ系。主人公がヴァスデーヴァに変更されている。
  - サンガダーサ『ヴァスデーヴァヒンディ』（マーハーラーシュトリー散文）
  - ダンマセーナ『ヴァスデーヴァヒンディ・マッジマカンダ』（マーハーラーシュトリー散文）
- タミル系
  - コングヴェール『ベルンカダイ』（タミル語散文）